# مستقبلات الخلايا البائية
مستقبل الخلية البائية (BCR) هو بروتين عبر الغشاء على سطح الخلية البائية. تتكون مستقبلات الخلايا البائية من جزيئات الغلوبولين المناعي التي تشكل بروتين مستقبل عبر الغشاء من النوع الأول، وتقع عادةً على السطح الخارجي لهذه الخلايا الليمفاوية. من خلال الإشارات البيوكيميائية واكتساب المستضدات جسديًا من المشابك المناعية، يتحكم BCR في تنشيط الخلية البائية. الخلايا البائية قادرة على جمع المستضدات والاستيلاء عليها من خلال إشراك وحدات كيميائية حيوية لتكتل المستقبلات، وانتشار الخلايا، وتوليد قوى السحب، ونقل المستقبلات، والتي تتوج في النهاية بالالتقام الخلوي وعرض المستضد. يلتزم النشاط الميكانيكي للخلايا البائية بنمط ردود الفعل السلبية والإيجابية التي تنظم كمية المستضد الذي أزيل عن طريق التلاعب بديناميكية روابط مستضد BCR مباشرة. على وجه الخصوص، يزيد التجميع والانتشار من علاقة المستضد بـ BCR، وبالتالي إثبات الحساسية والتضخيم. من ناحية أخرى، تقوم قوى السحب بفصل المستضد عن BCR، وبالتالي اختبار جودة ارتباط المستضد.
يتكون جزء الارتباط للمستقبل من جسم مضاد مرتبط بالغشاء يحتوي -مثل جميع الأجسام المضادة- على مظلتين (الجزء الرابط للمستضد) متطابقتين فريدتان وتحددان بشكل عشوائي. يعد مستقبل الخلية البائية (BCR) للمستضد مستشعرًا مهمًا مطلوبًا لتنشيط الخلايا البائية وبقائها وتطورها. تنشط الخلية البائية من خلال مواجهتها الأولى مع مستضد (المستضد المشابه) الذي يرتبط بمستقبلاته، ما يؤدي إلى تكاثر الخلايا وتمايزها لتوليد مجموعة من الخلايا البلازمية B وخلايا الذاكرة B التي تفرز الأجسام المضادة. يمتلك مستقبل الخلية البائية (BCR) وظيفتين أساسيتين عند التفاعل مع المستضد. تتمثل إحدى الوظائف في توصيل الإشارة، والتي تتضمن تغييرات في قلة الدمج للمستقبلات. الوظيفة الثانية هي التوسط في الاستيعاب للمعالجة اللاحقة للمستضد وتقديم الببتيدات إلى الخلايا التائية المساعدة.

## تطوير وهيكل مستقبلات الخلايا البائية
أول نقطة تفتيش في تطور الخلية البائية هي إنتاج ما قبل مستقبل الخلية البائية (pre-BCR) وظيفي، والذي يتكون من سلسلتين ضوئيتين بديلتين وسلاسل ثقيلة من الجلوبيولين المناعي، والتي ترتبط عادةً بـ Ig-α (أو CD79A) و Ig-β (أو CD79B) الجزيئات الناشرة للإشارة. كل خلية بائية، تنتج في نخاع العظام، تكون شديدة الخصوصية لمستضد. يمكن العثور على مستقبل الخلية البائية (BCR) في عدد من النسخ المتطابقة من بروتينات الغشاء التي تنتشر على سطح الخلية.
يتكون مستقبل الخلية البائية من جزأين:
1. جزيء الغلوبولين المناعي المرتبط بالغشاء من نمط مشابه واحد (IgD ,IgM ,IgA ,IgG أو IgE). باستثناء وجود مجال غشاء متكامل، فهذه مطابقة لنسخة أحادية من أشكالها المفرزة.
2. جزء نقل الإشارة: مغاير مثنوي يسمى Ig-α / Ig-β (CD79)، مرتبط ببعضه البعض بواسطة جسور ثاني كبريتيد. يمتد كل عضو من الثنائيات على غشاء البلازما وله ذيل سيتوبلازمي يحمل عامل تنشيط قائم على التيروزين (ITAM).[6][5]

بشكل أكثر تحليليًا، يتكون معقد مستقبل الخلية البائية (BCR) من وحدة فرعية مرتبطة بمستضد تُعرف باسم الغشاء المناعي (mIg)، والتي تتكون من سلسلتين خفيفتين من الجلوبيولين المناعي (IgLs) وسلاسل ثقيلة من الجلوبيولين المناعي (IgHs) بالإضافة إلى وحدتين فرعيتين متغايرتين من Ig- α و Ig-β. لكي تنتقل جزيئات mIgM إلى سطح الخلية، يجب أن يكون هناك مزيج من Ig-α و Ig-مع جزيئات mIgM. عادةً ما تحمل الخلايا ما قبل البائية التي لا تولد أي جزيء Ig كلًا من Ig-α و Ig-إلى سطح الخلية.
قد توجد مثنويات متغايرة (دايمرات متخالفة) في الخلايا البائية إما على شكل ارتباط أو تركيبة مع بروتينات أخرى خاصة بالخلية البائية أو لوحدها، وبالتالي تحل محل جزيء mIgM. داخل مستقبل الخلية البائية (BCR)، يتكون الجزء الذي يتعرف على المستضدات من ثلاث مناطق جينية متميزة، يشار إليها باسم V - D وJ. يعاد اتحاد كل هذه المناطق وتقسيمها على المستوى الجيني في عملية اندماجية استثنائية لجهاز المناعة. هناك عدد من الجينات التي تكوّد كل منطقة من هذه المناطق في الجينوم ويمكن ضمها بطرق مختلفة لتوليد مجموعة واسعة من جزيئات المستقبلات. يعد إنتاج هذا التنوع أمرًا بالغ الأهمية لأن الجسم قد يواجه مستضدات أكثر بكثير من الجينات المتاحة. من خلال هذه العملية، يجد الجسم طريقة لإنتاج مجموعات مختلفة متعددة من جزيئات مستقبلات التعرف على المستضد. تستلزم إعادة ترتيب السلسلة الثقيلة لـ مستقبل الخلية البائية (BCR) الخطوات الأولية في تطوير الخلية البائية. تعاد اتحاد مناطق JH القصيرة (الدمج) و DH (التنوع) أولًا في الخلايا البدئية ماقبل البائية في عملية تعتمد على الإنزيمات RAG2 و RAG1. بعد إعادة تركيب المنطقتين D و J، يشار إلى الخلية الآن على أنها الخلية ما قبل البائية المتأخرة ويمكن الآن إعادة توحيد منطقة DJ القصيرة مع جزء أطول من جين VH.